# 守護聖人

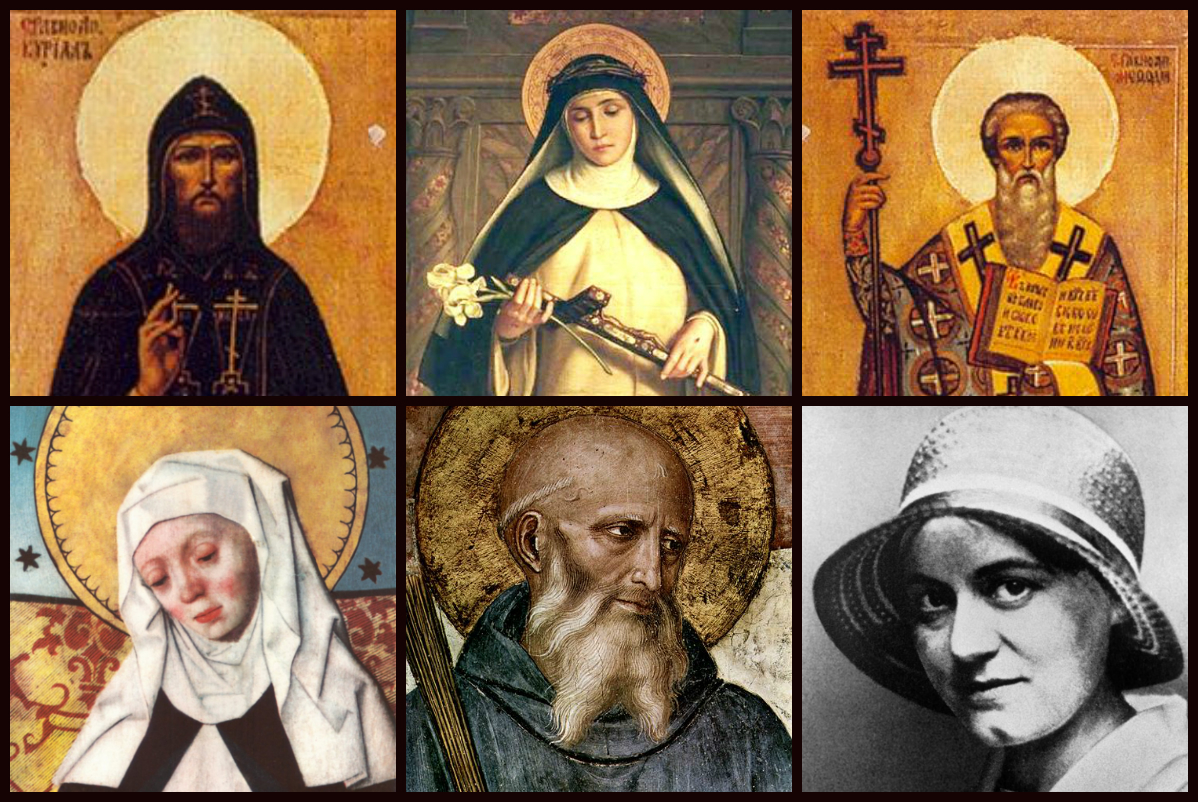
ヨーロッパの守護聖人

守護聖人（しゅごせいじん、ラテン語:patronus）は、キリスト教の伝統的な信仰の一つで、特定の職業・活動や国、地域などを、ゆかりのある聖人（あるいは天使）がそのために取りなし、守っているという思想。カトリック教会および正教会でよく見られる信仰である。

## カトリック教会における守護聖人

### 守護聖人の意味
カトリック教会の伝統において、さまざまな職業や地域に守護聖人がいるが、それなりに縁のある聖人が選ばれている。たとえば聖ヒエロニムスは聖書をヘブライ語からラテン語へ翻訳したことから、通訳の守護聖人である。また、聖女アポロニアは殉教時の拷問で歯を抜かれたことから、歯科医の守護聖人になっている。時にはその結びつきの理由がよくわからないものもある。
また地域と守護聖人の関係においても、その聖人と縁があることやその地域で特定の聖人への信心が強いことが理由になっている。たとえばフランシスコ・ザビエルは日本にキリスト教をもたらしたことから日本の守護聖人になっている。
特殊な例として（すべての病気に守護聖人があるわけではないが）ある病気の守護聖人というのもあり、たとえばアウグスティヌスは眼病の守護聖人となっている。これは眼病を守っているのではなく、眼病の人がアウグスティヌスにとりなしを願うと効果があるという意味である。
守護聖人は一対一対応ではないので、一人の聖人が多くの職業や地域の守護聖人となっていることもあり、一つの職業、地域に多くの守護聖人がいることもある。たとえば先のフランシスコ・ザビエルは、日本以外にも中華民国やインド、インドネシアやオーストラリア、ニュージーランドなどの守護聖人でもある。また日本の守護聖人とされるのはザビエル以外にも大天使聖ミカエル、日本二十六聖人、聖母マリア、などがある。

### 主な守護聖人と職業
- シチリアのアガタ - 看護師
- アポロニア - 歯科医
- アレクシウス - 看護師
- 使徒アンデレ - 魚屋、漁師
- 聖アントニウス - 養豚者、ドライバー
- イシドールス - インターネット利用者、プログラマー
- パドヴァのアントニオ - 漁師、養豚業者
- アンナ - 馬術家・馬丁
- アンブロジウス - 養蜂家、ろう職人
- セビリアのイシドロス - コンピュータプログラマー
- ウルスラ - 教師、女学校教師
- エウスタキウス - 猟師
- フォルミエのエラスムス - 船乗り
- アレクサンドリアのカタリナ - 車輪工、機械工、弁護士他
- クリストフォロス - 旅行者
- ジャンヌ・ダルク - 軍隊、軍人
- ジャン＝バティスト・ド・ラ・サール - 教師
- セシリア - 音楽家
- トマス・モア - 政治家、弁護士
- カイサリアのバシレイオス - 病院経営者
- 使徒バルトロマイ - 製革業者、革職人・製革工
- バルバラ - 建築家・建築者、砲手・兵器製造者、囚人
- 聖ヴェロニカ - 布商人、洗濯業者、写真家
- アッシジのフランチェスコ - 飼育家、人権活動家
- 使徒ペトロ - 教皇、漁師、パン屋
- ヌルシアのベネディクトゥス - 農夫、農場労働者
- ベルナデッタ・スビルー - 羊飼い
- 被昇天の聖母マリア - 魚売り、馬具職人
- 大天使ガブリエル - 通信事業
- 大天使ミカエル - 警官、救急隊士、（兵士）
- ヤヌアリウス - 血液バンク
- ヨハネ・ボスコ - 出版業・印刷業
- 福音記者ルカ - 医師、画家
- ジョゼ・デ・アンシエタ - 脊椎側彎症
- ペトロ・ド・ベタンクール - ホームレス

### 主な国・地域の守護聖人
- アエギディウス（聖ジャイルス St. Giles）- エディンバラ
- アガタ - スペイン
- アンデレ - ギリシャ、スコットランド、ルーマニア、ロシア
- パドヴァのアントニオ - アメリカ先住民、ブラジル、ポルトガル
- アンブロジウス - ミラノ
- アンティオキアのイグナティオス - 北アフリカ
- キエフのウラジミール - ロシア
- シエナのカタリナ - イタリア
- 大天使ガブリエル - ポルトガル
- クリストフォロス - ライン川
- ゲオルギオス - イングランド、ジョージア、モスクワ
- コロンバ - アイルランド、スコットランド
- ジギスムンド - チェコ
- ジュヌヴィエーヴ - パリ
- ジャンヌ・ダルク - フランス
- ディオニシウス - フランス
- テトス - クレタ島
- デビッド - ウェールズ
- シュチェパヌフのスタニスラウス - ポーランド
- 聖カジミェシュ - リトアニア
- 使徒パウロ - マルタ、ローマ、ロンドン
- 聖大ワシリイ（バシレイオス） - ロシア
- パトリック - アイルランド、ナイジェリア
- 使徒バルトロマイ - アルメニア
- ペトロ・ド・ベタンクール - カナリア諸島、グアテマラ
- フランシスコ・ザビエル - オーストラリア、ゴア、中国、日本、ニュージーランド、東インド諸島、ボルネオ
- ベネディクトゥス - ヨーロッパ全域
- ボニファティウス - ドイツ
- 福音記者マルコ - ヴェネツィア
- トゥールのマルティヌス - フランス、ドイツ
- 大天使ミカエル - ブリュッセル、キエフ
- ヤコブ - スペイン
- シロンスクのヤドヴィガ - シレジア
- ナザレのヨセフ - アメリカ全域、オーストリア、カナダ、韓国、クロアチア、中国、ベトナム、ペルー、ベルギー、ボヘミア、メキシコ
- 洗礼者ヨハネ - フィレンツェ、トリノ
- シラクサのルチア - シラクサ
- ヤヌアリウス - ナポリ
- ジョゼ・デ・アンシエタ - カナリア諸島、ブラジル

### 聖母マリアの称号に捧げられた地域
多くの地域が聖母マリアを守護者としている。カトリック教会では聖母マリアのさまざまな称号（あるいは呼び名）があり、それぞれに捧げられている地域がある。主なものを以下にあげる。
- 無原罪のおんやどり - アメリカ合衆国、アルゼンチン、韓国、コルシカ島、コンゴ民主共和国、赤道ギニア、タンザニア、チュニジア、パナマ、フィリピン、ブラジル、ポルトガル
- 聖母のみこころ - アンゴラ、グルジア、コンゴ、パナマ
- 被昇天の聖母 - インド、ジャマイカ、スロバキア、フランス、ポルトガル、南アフリカ、アカディア
- 雪の聖母 - イタリア
- キリスト者の助け手聖母 - オーストリア、ニュージーランド、ニューヨーク
- アパレシーダの聖母 - ブラジル
- 我らの貴婦人(ノートルダム) - フランス
- カンデラリアの聖母 - カナリア諸島

## 正教会における守護聖人

### 日本ハリストス正教会における守護聖人
ロシア正教会からの流れを汲む日本ハリストス正教会では、日本の亜使徒・大主教ニコライが日本の守護聖人である。